# 周嘉胄
周嘉胄（1582年—约1658年），字江左，直隸揚州（今江蘇）人，明朝收藏家。生平不詳，約明朝嘉靖、万历年间人，擅长装裱等工艺，著有《香乘》一書，是中國香學文化之集大成，李维桢为之序。崇祯辛巳刊成。另有《装璜志》。

## 周嘉胄与《装潢志》
周嘉胄于顺治中寓居江宁，顺治十四年（1657年）与盛胤昌等称“金陵三老”，时年七十六。
关于他的平生事迹，鲜有说明。《中国人名大辞典》记：“殚二十余年之力，为《香乘》一书，采摭极博，谈香事者必以是书称首焉”。《香乘》共二十八卷，做着赏鉴诸法，旁征博引，凡有关香药的名品以及各种香疗方法一应俱全，可谓集明代以前香疗法之大成。该书被收录于《四库全书》子部谱录类、《笔记小说大观》等书籍。
随软冠以作者深究装潢之事，史料未见记载，但是从书中所记之文字可以确定，周嘉胄是在研究江南地区装裱工艺的基础上著成此书，他对于书画收藏、鉴定以及装裱的方法都有极为深刻的认识，并有所建树。正如《中国画学著作考录》所言：“是书论述精道，非多年寝馈此道者，难以擘肌分理，言之成理，洵为佳构”。书中记录了作者与多位装裱家如王伯谷、王弇洲等的交往，据此可以推知此书成书的时间当为明代末期。
周嘉胄的著作《装潢志》的单行本传世绝少，据《善本书目征求意见稿》统计，求是斋本《装潢志》是全国仅有的单行本，该书经翁方纲、王献唐考订，现藏山东省博物馆。收录《装潢志》的丛书主要有《昭代丛书》、《学海类编》、《述古丛钞》、《梅冈集古》、《藏修堂丛书》、《翠琅轩丛书》、《艺术丛书》、《芋园丛书》，以及《丛书集成初编》、《美术丛书初集》、《画论丛刊》、《中国画论类编》等。